# Episymploce
Episymploce es un género de cucarachas, insectos de la familia Ectobiidae.

## Especies
- Episymploce albomarginata
- Episymploce amamiensis
- Episymploce annulifera
- Episymploce asahinai
- Episymploce baileyi
- Episymploce bipinnacula
- Episymploce bispina
- Episymploce brevipes
- Episymploce busuangensis
- Episymploce castanea
- Episymploce cheni
- Episymploce daksongensis
- Episymploce degerboli
- Episymploce dimorpha
- Episymploce dispar
- Episymploce erythrocephala
- Episymploce falcifera
- Episymploce fangensis
- Episymploce fissa
- Episymploce forficula
- Episymploce formosana
- Episymploce guizhouensis
- Episymploce hassenzana
- Episymploce himalayica
- Episymploce hunanensis
- Episymploce juxtafalcifera
- Episymploce karnyi
- Episymploce kryzhanovskii
- Episymploce kuluana
- Episymploce kunmingi
- Episymploce ligulata
- Episymploce longiloba
- Episymploce malaisei
- Episymploce mamillatus
- Episymploce marginata
- Episymploce mjoebergi
- Episymploce paradoxura
- Episymploce parafissa
- Episymploce paravicina
- Episymploce perakensis
- Episymploce popovi
- Episymploce potanini
- Episymploce prima
- Episymploce princisi
- Episymploce quadripunctata
- Episymploce quarta
- Episymploce ridleyi
- Episymploce rubroverticis
- Episymploce sarasinorum
- Episymploce secunda
- Episymploce simmonsi
- Episymploce simplex
- Episymploce siui
- Episymploce spinosa
- Episymploce splendens
- Episymploce subvicina
- Episymploce suknana
- Episymploce sulawesiensis
- Episymploce sundaica
- Episymploce taiheizana
- Episymploce taiwanica
- Episymploce talinasensis
- Episymploce telephoroides
- Episymploce tertia
- Episymploce tibangensis
- Episymploce torrevillasi
- Episymploce tridens
- Episymploce uncinata
- Episymploce unicolor
- Episymploce ussuensis
- Episymploce vicina
- Episymploce zagulajevi